# فربيون ظفاري
فربيون ظفاري (الاسم العلمي: Euphorbia dhofarensis) هو نوع من النباتات يتبع جنس الفربيون من الفصيلة الفربيونية.